# Kerzaz
Kerzaz là một đô thị thuộc tỉnh Béchar, Algérie. Dân số thời điểm năm 2002 là 4.276 người.